# Da Funk (single)
Singles de Daft Punk
The New Wave
(1994) Indo Silver Club
(1996)
Pistes de Homework
Revolution 909
(03) Phœnix
(05)
Da Funk est un morceau du groupe français de musique électronique Daft Punk sorti en 1995.

## Généralités
Da Funk est le 2e single du groupe (après The New Wave, sorti en 1994) et le premier de leur premier album Homework. Basé principalement sur un simple riff, Da Funk peut être considéré comme un classique house des années 1990.
Da Funk comporte des samples de Bounce, Rock, Skate, Roll de Vaughan Mason & Crew et d'I'm Gonna Love you Just a Little More Baby de Barry White.
Da Funk est inspiré du gangsta rap, plus particulièrement la G-funk, style musical popularisé dans les années 90 par le producteur Dr. Dre. Dans une interview avec Fredrik Strage pour le magazine suédois Pop #23 , Bangalter a révélé que Da Funk a été réalisé après avoir écouté du G-funk américain pendant des semaines : 

« C'était à peu près à l'époque de la sortie de « Regulate » de Warren G et nous voulions faire une sorte de gangsta rap et essayions de brouiller nos sons autant que possible. Cependant, personne ne l'a jamais comparé au hip hop. Nous avons entendu que la batterie sonne comme Queen et The Clash, la mélodie rappelle celle de Giorgio Moroder, et les synthétiseurs sonnent comme de l'électro et mille autres comparaisons. Personne n'est d'accord avec nous pour dire que ça sonne comme du hip hop. »

Le riff était à l'origine un son de sirène, mais a été modifié pour refléter l'esthétique gangsta rap qu'ils essayaient d'atteindre. La bassline a été créée avec un Roland TB-303 acheté par Bangalter en 1993. Il avait créé plusieurs modèles avec le 303 à l' avance: « Quand nous étions à la recherche d'une bassline, nous avons écouté certains de ceux que j'avais déjà programmé et pris celui qui convient le mieux.
Il sortit avec comme face B la piste Musique, morceau qui apparaîtra plus tard sur l'album Musique Vol. 1: 1993-2005.
La dernière piste d'Homework, intitulée Funk Ad, consiste en un sample de 50 secondes de Da Funk, passé à l'envers.

## Vidéo
Le clip vidéo de Da Funk a été réalisé par Spike Jonze. Intitulé Big City Nights, il se focalise sur Charles (Tony Maxwell), un personnage possédant une tête de chien et une jambe plâtrée. Charles, qui n'est à New York que depuis un mois, déambule dans les rues en tenant à la main un ghetto-blaster diffusant Da Funk à fort volume. Deux enfants se moquent de sa marche boitillante. Il tente de répondre à un sondage mais est rejeté. Son ghetto-blaster agace un bouquiniste à qui il achète un roman nommé Big City Nights. Charles rencontre Béatrice (Catherine Kellner), une femme qui fut jadis une voisine, et ils se mettent d'accord pour aller dîner ensemble chez elle en bus. Béatrice monte dans le bus, mais Charles est surpris par un signe affichant « no radios ». Il reste dehors tandis que le bus s'éloigne avec Béatrice.
Thomas Bangalter a déclaré que bien que la vidéo ait été interprétée de différentes façons, elle n'est basée sur aucune histoire réelle et qu'il s'agit juste « d'un homme-chien marchant avec un ghetto-blaster dans New York ».
Le personnage de Charles sera à nouveau présent dans le clip de Fresh qui est la suite.

## Pistes
- Maxi 45 tours, Soma Quality Recordings :

1. Da Funk — 5:35
2. Rollin' & Scratchin' — 7:40 (également présent sur l'album Homework)

- CD single, Virgin Records :

1. Da Funk (Radio Edit) — 3:49
2. Da Funk (Original Mix) — 5:34
3. Musique — 6:52

D'autres versions du single existent, pouvant présenter un autre ordre des plages, ainsi que d'autres pistes comme :
- Da Funk (Short Edit) — 2:41
- Da Funk (Armand van Helden's "Ten Minutes of Funk" Remix) — 10:08
- Da Funk (Callout Research Hook) — 0:10

## Remixes, edits
- Da Funk (Armand van Helden's "Ten Minutes of Funk" Remix) – 1996 (Virgin)
- Da Funk (Casino Inc Amazing Disco Remix) – 2007
- Da Funk (Chemical Brothers Remix) – Remix publié en 2005 mais réputé comme étant un faux puisqu'il mélange Song to the Siren des Chemical Brothers et le morceau Da Funk.

## Classements
| Classement (1997)                           | Meilleure position |
| ------------------------------------------- | ------------------ |
| Australie (ARIA)                            | 31                 |
| Belgique (Flandre Ultratop 50 Singles)      | 20                 |
| Belgique (Flandre VRT Top 30)               | 20                 |
| Belgique (Wallonie Ultratop 50 Singles)     | 9                  |
| Canada (Dance)                              | 1                  |
| États-Unis (Bubbling Under Hot 100 Singles) | 8                  |
| États-Unis (Hot Dance Club Play)            | 1                  |
| Finlande (Suomen virallinen lista)          | 16                 |
| France (SNEP)                               | 7                  |
| Irlande (IRMA)                              | 20                 |
| Italie (FIMI)                               | 8                  |
| Pays-Bas (Single Top 100)                   | 96                 |
| Royaume-Uni (UK Singles Chart)              | 7                  |
| Suède (Sverigetopplistan)                   | 33                 |

| Classement (1997)               | Position |
| ------------------------------- | -------- |
| Belgique (Wallonie Ultratop 50) | 62       |
| Canada (Top 50 Dance Tracks)    | 8        |
| France (SNEP)                   | 72       |
| Italie (FIMI)                   | 87       |